# Bombylisoma nigellum
Bombylisoma nigellum är en tvåvingeart som först beskrevs av David John Greathead 1970.
Bombylisoma nigellum ingår i släktet Bombylisoma och familjen svävflugor. Inga underarter finns listade i Catalogue of Life.